# The Coffin of Andy and Leyley
The Coffin of Andy and Leyley (deutsch Der Sarg von Andy und Leyley) ist ein Computerspiel aus dem Adventure- und psychologischem Horrorgenre. Es wurde von Nemlei und Kit9 Studio entwickelt und vertrieben und erschien am 13. Oktober 2023 für Microsoft Windows.

## Spielprinzip
Das Spiel ist handlungslastig. Das Spielprinzip ist einfach gehalten und man muss die meiste Zeit über kleine Rätsel lösen, die Mittel sind, um Interaktion zu schaffen. Um zum Beispiel eine Brücke zwischen zwei Balkonen zu bauen, muss zunächst ein Holzbrett aus einem Schrank ausgebaut werden. Es gibt Entscheidungen, die Einfluss auf die Handlung nehmen, aber diese sind verhältnismäßig selten. Man kann mit sehr vielen Gegenständen und Charakteren interagieren, um verschiedene Gedanken oder Ansichten von den Spielcharakteren zu erfahren. Das Spiel zeichnet sich durch eine niedrige Pixelauflösung aus, wobei Cartoon-Bilder der Charaktere auf dem Bildschirm erscheinen, während sie sprechen.

## Handlung

### Episode 1
Die Geschwister Andrew „Andy“ (22 Jahre) und Ashley „Leyley“ (20 Jahre) sind während einer Quarantäne infolge einer Gewässerverschmutzung durch Parasiten seit drei Monaten in ihrer Wohnung eingesperrt. Die Wachmänner des Wasserversorgungsunternehmens haben ihnen seit einiger Zeit kein Essen mehr geliefert und Ashley hatte wegen des Hungers mehrere Ohnmachtsanfälle. Eines Tages sehen sie mit an, wie ihr Nachbar in einem fehlgeschlagenen satanistischen Ritual durch einen Dämon getötet wird. Sie beschließen, den Nachbarn zu kannibalisieren. Am folgenden Tag wird Ashley bei der Beseitigung der Spuren von einem Wachmann ertappt, weshalb Andrew ihn mit einem Hackmesser tötet. Sie wiederholen das Ritual und bieten diesmal den zweiten Wachmann als Opfer an. Der Dämon schenkt Ashley darauf einen Talisman mit hellseherischen Kräften. Außerdem nehmen sie dem Wachmann seine Feuerwaffe ab. Bei der Durchsuchung der Computer und Dokumente der Wachmänner erfahren die Geschwister, dass die Gewässerverschmutzung und Quarantäne in Wahrheit nur eine Tarnung für Organhandel ist. Am Ende entkommen sie aus dem Wohnungskomplex.

### Episode 2
Die Geschwister wohnen in einem Motelzimmer und sehen einen Fernsehbericht darüber, wie ihr Wohnungskomplex durch einen Brand zerstört wurde und alle Bewohnerinnen und Bewohner für tot erklärt wurden. Ashley sieht in einer Vision, wie die beiden von einem Auftragsmörder getötet werden. Sie fliehen aus ihrem Motelzimmer und sehen einen Mann, der dem Auftragsmörder ähnlich sieht, an ihnen vorbeilaufen. Andrew folgt ihm und wird Zeuge davon, wie eine Gruppe von Sektierern ein Ritual vollzieht, das dem des Nachbarn aus Episode 1 ähnlich ist, jedoch ebenfalls keinen Erfolg hat. Andrew kehrt zu Ashley zurück. In diesem Moment sehen sie, wie der echte Auftragsmörder ihr Motelzimmer betritt. Sie locken ihn in eine Falle, bei der Andrew den Auftragsmörder erschießt. Bei der Durchsuchung seines Autos erfahren sie, dass er vom Wasserversorgungsunternehmen angeheuert worden war. Da den Geschwistern das Geld ausgeht, beschließen sie, ihre Eltern, die inzwischen in ein neues Haus umgezogen sind, auszurauben. Auf dem Weg schläft Ashley ein und begegnet in einer Vision dem Dämon, der ihr mitteilt, dass sie weitere Seelen opfern muss, um die Kräfte des Talismans aufzuladen. Beim Einbruch in das Haus ihrer Eltern finden die Geschwister ihre eigenen Sterbeurkunden und Bescheinigungen über ihre Lebensversicherungen, was erklärt, woher ihre Eltern das Geld für das neue Haus haben. Als ihre Eltern nach Hause kommen, beschließen die Geschwister so zu tun, als wären sie nur zu Besuch und sie dürfen die Nacht im Haus verbringen. Während mehreren Träumen und Rückblenden erfährt man, dass die Geschwister in ihrer Kindheit von ihren Eltern vernachlässigt wurden und Ashley eine abhängige Persönlichkeitsstörung entwickelte. Außerdem hatte Ashley Andrew dazu manipuliert, eine ihrer Klassenkameradinnen zu töten, was bei ihm zu Schuldgefühlen und bei den Geschwistern zu einer co-abhängigen Beziehung führte. Schließlich opfern sie ihre Eltern an den Dämon und erfahren dabei, dass Menschen durch die Opferung nicht sterben, sondern in einen apallischen Zustand verfallen. Anschließend werden die Eltern von den Geschwistern kannibalisiert.
Danach sehen die Geschwister eine Vision, die sich abhängig von den im Spiel getroffenen Entscheidungen ändert. In einer der Visionen versucht Andrew Ashley zu töten und man hat die Wahl, dies zuzulassen oder stattdessen Andrew zu erschießen. In einer anderen Vision wird angedeutet, dass die Geschwister miteinander Geschlechtsverkehr haben werden und in einer weiteren Vision sammelt Ashley Seelen in einer Flasche ein. Anschließend beseitigen sie die Überreste ihrer Eltern. Abhängig von den zuvor getroffenen Entscheidungen beschließen die Geschwister entweder, die Sektierer aufzusuchen, die ihnen neue Identitäten geben könnten, oder ohne Ziel loszuziehen.

### Episode 3A
In einer Erinnerung an die Vergangenheit, während einer Reise zu seinen Großeltern, beschwört Andrew versehentlich einen Dämon namens „Etwas Schreckliches“ und tritt mit ihm in Kontakt. Der Dämon interessiert sich für Andrew und lässt ihn gehen, wobei Andrew selbst das Erlebnis für einen Traum hält. Zurück in der Gegenwart stiehlt Andrew heimlich Ashleys Talisman und versucht, ihn zu benutzen, wobei er eine Vision von Ashleys zerstückelter Leiche sieht. Ashley ist wütend, dass Andrew ihren Talisman ohne ihre Erlaubnis benutzt hat, und sie beschließen, eine Camperfamilie zu opfern, um ihn wieder aufzuladen. Das Ritual geht jedoch schief, als die Polizei gerufen wird, und der Dämon erlaubt den Geschwistern, ins Dämonenreich zu fliehen, um sich in Sicherheit zu bringen.
Im Gegenzug verlangt der Dämon von Ashley, dass sie ihm hilft, weiterhin Seelen für ihn zu sammeln, während Andrew im Dämonenreich wartet. Bei ihren Nachforschungen im Dämonenreich stoßen die Geschwister auf „Visionen“, die der Dämon gesammelt hatte, und finden anhand dieser Visionen heraus, dass ihre Eltern sie tatsächlich an eine Organentnahmeoperation verkauft haben, die von einem korrupten Arzt, der nur „der Chirurg“ genannt wird, veranstaltet wurde. Allerdings trauen sich weder Andrew noch der Dämon und die Situation zwischen ihnen verschlechtert sich schnell. Als Ashley ins Menschenreich reist, um Seelen zu sammeln, verbannt der Dämon Andrew in die Zwischenwelt, um ihn loszuwerden. Andrew versucht erneut, den Dämon zu beschwören, beschwört aber stattdessen versehentlich etwas Schreckliches. Als ihr klar wird, dass sie Andrew schon einmal begegnet ist, beschließt Etwas Schreckliches, seine Erinnerungen zu lesen.
Nachdem Andrew viele seiner Kindheitserinnerungen noch einmal durchlebt hat, stellt er fest, dass er Gefühle der Begierde gegenüber Ashley unterdrückt hat, was ihn sehr beunruhigt. Etwas Erschreckendes, das seinen Namen als Der Unbekannte Herr enthüllt, tröstet Andrew und schlägt vor, dass sie Partner werden, da sie sich beide gegenseitig helfen können. Neugierig geworden, nimmt Andrew das Angebot von Der Unbekannte Herr an und betritt ein Portal zu einem unbekannten Ort.
Neben dem Hauptende gibt es ein alternatives Ende, in dem sich die Geschwister verloben, aber in einer missbräuchlichen Beziehung enden, und mehrere nicht-kanonische alternative Enden, die Folgendes beinhalten: Die Geschwister werden von der Polizei erschossen, Andrew willigt ein, Ashleys Spielzeug zu werden, und die Geschwister begehen einen Doppelselbstmord, indem sie in ihren Tod springen.

## Entwicklungsdetails
Das Spiel wurde mit RPG Maker entwickelt. Es begann als Projekt, das auf Itch.io veröffentlicht wurde und später im Early Access auf Steam erschien. Bisher wurden die Episoden 1, 2 und 3A veröffentlicht. Laut einem Fortschrittsbericht vom Juni 2024 sollte das Spiel mit Episode 3 enden, die verschiedene Enden namens „3A“ und „3B“ für die beiden Handlungszweige bietet. Beim Anpassen des Hauptskripts wurde dem Entwicklungsteam klar, dass es ohne eine vierte Episode nicht in der Lage sein würde, das Spiel vollständig zu veröffentlichen.
Im Oktober 2024 wurden die Fans gefragt, ob sie Episode 3A lieber sofort erhalten oder warten möchten, bis Episode 4 fertig ist. Die überwältigende Mehrheit stimmte fürs Warten, d. h. Episode 3 und 4 sollten zusammen erscheinen. Viele Fans empfanden jedoch die bereitgestellten Informationen als unzureichend und wünschten sich eine zweite Abstimmung. In einem Fortschrittsbericht vom März 2025 gaben die Entwickler weitere Details zum aktuellen Stand des Spiels bekannt. Episode 3 ist fertig und enthält ein Ende, einen Cliffhanger und vier Sackgassen. Der Cliffhanger dient als Übergang zu Episode 4, die sich noch in der Entwicklung befindet und für die es kein klares Fertigstellungsdatum gibt. Die Fans sollten abstimmen, ob Episode 3 so erscheint oder ob sie warten wollen, bis Episode 4 fertig ist.
Ende November 2023 zog Nemlei, die Schöpferin des Spiels, sich von ihren Onlineaktivitäten zurück. Einige Nutzer der Plattform Soyjack Party, die laut Mein MMO „in vielen Bereichen quasi eine widerliche Mischung aus Twitter und 4chan“ ist, haben die Entwicklerin massiv beleidigt und bedroht. Der Grund dafür ist zum einen die Inzest-Beziehung im Spiel und die Vermutung, dass es sich bei der Entwicklerin um eine Transfrau handelt. Neben Morddrohungen soll auch Doxing stattgefunden haben. Mitglieder des Studios Kit9 Studio würden sich fortan um die Internetpräsenz, Programmierung, Kundenbetreuung, Geschäftsverträge und Rechtsstreitigkeiten des Spiels kümmern, um Nemlei zu schützen und ihr die Möglichkeit zu geben, sich auf die Kunst und die Handlung zu konzentrieren.
Anfang Dezember 2023 veröffentlichten Nemlei und Kit9 einen neuen Fortschrittsbericht für das Spiel, in dem Nemlei auf die Kontroverse rund um das Spiel einging und erklärte, ob die kontroverseren Themen des Horrortitels in den kommenden Folgen heruntergespielt werden. „Kit9 Studio wird sich um alle geschäftlichen Dinge sowie um die Programmierung kümmern, sodass ich mich in aller Ruhe auf die Erstellung der Geschichte und der Kunst konzentrieren kann. Das Spiel wird dadurch besser, da meine Aufmerksamkeit nicht mehr überall verteilt sein wird“, sagte Nemlei im Bericht. „Und nein, ich ändere die Geschichte nicht. Die Angst davor ist ziemlich groß, lol.“

## Rezeption
Das Spiel wurde von internationalen Publikationen rezipiert.
Cortyn von Mein MMO nannte das Spielprinzip „zweckdienlich, aber komplett ausreichend“ und „einfach nur ein Mittel, um ein bisschen Interaktion zu schaffen und das Spiel von einer reinen „Visual Novel“ abzuheben.“ Die Handlung wurde als „fesselnd“ beschrieben, die Charaktere seien „gut geschrieben“ und „faszinierend“ und die Thematiken der sich anbahnenden inzestuösen Beziehung zwischen Andrew und Ashley und des Kannibalismus seien „gut dargestellt, stimmig, verstörend und gleichzeitig aufregend.“ Die Dialoge wurden als „realistisch“ und „nachvollziehbar“ bezeichnet. „[Die Charaktere] sprechen, wie Menschen sprechen würden und das verleiht den ganzen Dialogen einen bedrückenden und zugleich faszinierenden Realismus, den ich in vielen „großen AAA-Spielen“ vermisse.“
Andrea Gonzalez von Destructoid bezeichnete das Spiel als „eine gut geschriebene Erkundung einer toxischen Geschwisterdynamik und einer abstoßenden Erfahrung“ und „es seinen düsteren Ton fast immer gut ausbalanciert, aber einige Spieler denken, dass es in bestimmten Momenten zu weit geht.“ Die Geschwister bezeichnete Gonzalez als „toxische Protagonisten, die beklagenswerte Dinge tun“. Die Themen des Spiels, wie Kannibalismus und Okkultismus, bezeichnete sie als „überraschenderweise nicht anschaulich“, da niedrige Pixeldetails das Schlimmste verschleiern, und die Scherze der Protagonisten über die Tatsache hinwegtäuschen, dass sie Menschen fressen. Gonzales merkte an, dass der Großteil der Diskussion um das Spiel sich darum dreht, wie sich die Beziehung der Geschwister entwickelt und der Aspekt des Inzest das umstrittenste Element am Spiel sei. Zudem meinte sie, dass obwohl der Inzest nur einen kleinen Teil des Gesamterlebnisses ausmacht, er den Diskurs über das Spiel überholte und ihrer Meinung nach die Inzest-Route zum Ton des Spiels passe. Der Ton des Spiels sei abhängig von der gewählten Route entweder fröhlich oder angespannt.
Laut Emily Spindler von Kotaku Australia ist der Kannibalismus im Vergleich zum Inzest nur das Zweitschlimmste, das man im Spiel tun kann. Das Spiel zeichne sich durch eine recht niedrige Pixelauflösung aus, wobei Cartoon-Bilder der Charaktere auf dem Bildschirm erscheinen, während sie sprechen, was bedeutet, dass der tatsächliche Kannibalismus und die okkulten Aspekte des Spiels nicht wirklich anschaulich sind. Spindler vermutet, dass das Horrorelement eher aus der Wahrnehmung der Geschichte und der Dynamik von Andrew und Ashley resultiert. Das Spiel habe einen „Stil, der den schrecklichen RPG Maker-Spielen aus der Internet-Ära von einst unheimlich ähnelt“. Sie merkte an, dass im Internet viel über das Spiel diskutiert wird, vor allem wegen des Inzests, und empfahl potenziellen Spielerinnen und Spielern: „könnte ich stattdessen vorschlagen: Gehen Sie nach draußen?“
GameStar listete das Spiel unter den besten Geheimtipps im Oktober 2023.